# Роберт Непер
Роберт Лајл Непер (енгл. Robert Lyle Knepper; Фримонт, 8. јул 1959) амерички је глумац, највише познат у улози затвореника Теодора „Ти-Бег” Бегвела у америчкој серији Бекство из затвора.
Непер је рођен у Фримонту (Охајо), али је одрастао је у Момију (Охајо) са својим родитељима. Његов отац је био ветеринар, а мајка је радила у позоришту. Посао мајке му је пробудио интерес за глуму, а у младости је наступао у позоришту. Студирао је драму на универзитету Нортвест.
Од 2005. године глуми Теодора „Ти-Бега” Бегвела у серији Бекство из затвора, a био је номинован за награду Сателит.